# Шнаево (станция, Пензенская область)
Шнаево — населённый пункт (тип: станция) в Городищенском районе Пензенской области. Входит в состав Канаевского сельсовета.

## География
Населённый пункт расположен в восточной части области на расстоянии примерно в 25 километрах по прямой к западу-юго-западу от районного центра Городище.
Часовой пояс
Населённый пункт Шнаево как и вся Пензенская область, находится в часовой зоне МСК (московское время). Смещение применяемого времени относительно UTC составляет +3:00.

## Население
| 1926 | 1930 | 1979 | 1989 | 1996 | 2002 | 2010 |
| ---- | ---- | ---- | ---- | ---- | ---- | ---- |
| 8    | ↗64  | ↗319 | ↘242 | ↘220 | ↘213 | ↗215 |

Национальный состав
Согласно результатам переписи 2002 года, в национальной структуре населения русские составляли 73 % из 213 чел..